# Phases
Phases is een nummer van de Finse zangeres Alma en de Amerikaanse rapper French Montana uit 2017.
"Phases" werd mede geschreven door Charli XCX. Het nummer gaat over dronken worden en een affaire op een afstudeerfeest. In Alma's thuisland Finland bereikte de plaat een bescheiden 14e positie. Daarbuiten werd de plaat in een aantal Europese landen, waaronder Duitsland, een radiohit, maar in de hitlijsten bleef het succes beperkt. In Nederland bereikte het de 20e positie in de Tipparade, en ook in Vlaanderen kwam het slechts tot de Tipparade.